# Municipio de Lone Tree (condado de Perkins)
El municipio de Lone Tree (en inglés: Lone Tree Township) es un municipio ubicado en el condado de Perkins en el estado estadounidense de Dakota del Sur. En el año 2010 tenía una población de 19 habitantes y una densidad poblacional de 0,2 personas por km².

## Geografía
El municipio de Lone Tree se encuentra ubicado en las coordenadas 45°25′28″N 102°22′45″O / 45.42444, -102.37917. Según la Oficina del Censo de los Estados Unidos, el municipio tiene una superficie total de 93.46 km², de la cual 92,4 km² corresponden a tierra firme y (1,13 %) 1,06 km² es agua.

## Demografía
Según el censo de 2010, había 19 personas residiendo en el municipio de Lone Tree. La densidad de población era de 0,2 hab./km². De los 19 habitantes, el municipio de Lone Tree estaba compuesto por el 100 % blancos. Del total de la población el 0 % eran hispanos o latinos de cualquier raza.